# Texaid
Texaid Textilverwertungs AG (orthographe : TEXAID) est une entreprise commerciale de collecte et de recyclage de vêtements usagés. L'actionnaire majoritaire est le holding Savü AG, qui appartient à la famille d'entrepreneurs Böschen et depuis 2022, un sixième appartient à la Croix-Rouge suisse et à Solidar Suisse. L'entreprise, basée à Schattdorf, en Suisse, est l'une des plus grandes organisations de collecte, de tri et de recyclage de textiles usagés en Europe. Ces dernières années, l’entreprise a de plus en plus développé ses activités de recyclage.

## Histoire
Texaid est né en 1973 de la coopération de six œuvres d'entraide suisses qui souhaitaient ainsi coordonner leurs collectes de vêtements usagés. Il s'agissait de la Croix-Rouge suisse, du Secours suisse d'hiver, de Solidar Suisse (anciennement l'Œuvre suisse d'entraide ouvrière), de Caritas Suisse, de Kolping Suisse et de l'Entraide Protestante Suisse (EPER). Pour effectuer la collecte, le tri et la commercialisation des textiles portés, la société « Texaid Textilverwertungs-Aktiengesellschaft » a été créée en 1978 avec la famille d'entrepreneurs Böschen de Darmstadt.
En 2005, une filiale, Texaid Bulgaria Ltd, a été créée à Kostinbrod, en Bulgarie. Elle a été suivie en 2008 par Texaid Hungaria, dont le siège est à Bélapátfalva en Hongrie.
Texaid Deutschland GmbH a été fondée en Allemagne en 2009, Texaid Collection GmbH en 2012 et Resales GmbH, basée à Apolda, en Thuringe, a été racheté en septembre 2013.
L'usine de tri située dans la zone franche de Tanger appartient à Texaid depuis le rachat de Resales GmbH en 2013. Environ 150 collaborateurs trient chaque année plus de 8 000 tonnes de textiles usagés.
Le 2 décembre 2016, PACKMEE a été lancé sur le marché allemand afin de permettre aux personnes d'envoyer directement des vêtements par le courrier. La Croix-Rouge allemande est partenaire et reçoit 50% des revenus moins les frais de port et de logistique. Parmi les autres partenaires figurent les sociétés de logistique DHL et Hermes ainsi que l'entreprise textile Esprit.
En 2016, la filiale TEXAID Austria GmbH est entrée sur le marché autrichien grâce au rachat d'AustriaTex Textile SEVH GmbH.
La méthode classique de collecte de vieux vêtements dans la rue est abandonnée dans la plupart des régions de Suisse: les sacs à vêtements peuvent désormais être déposés directement dans votre propre boîte aux lettres pendant une certaine période. Grâce aux synergies avec la Poste, il n'y a pas de trajets à vide car la collecte des vieux vêtements est combinée à la distribution du courrier.
En 2022, Caritas Suisse, HEKS, Kolping Suisse et Winterhilfe Suisse ont décidé de vendre leurs parts dans Texaid aux autres actionnaires. La collaboration doit toutefois se poursuivre jusqu'en 2026, afin que les organisations humanitaires « continuent de participer au succès de Texaid ».

## Entreprise

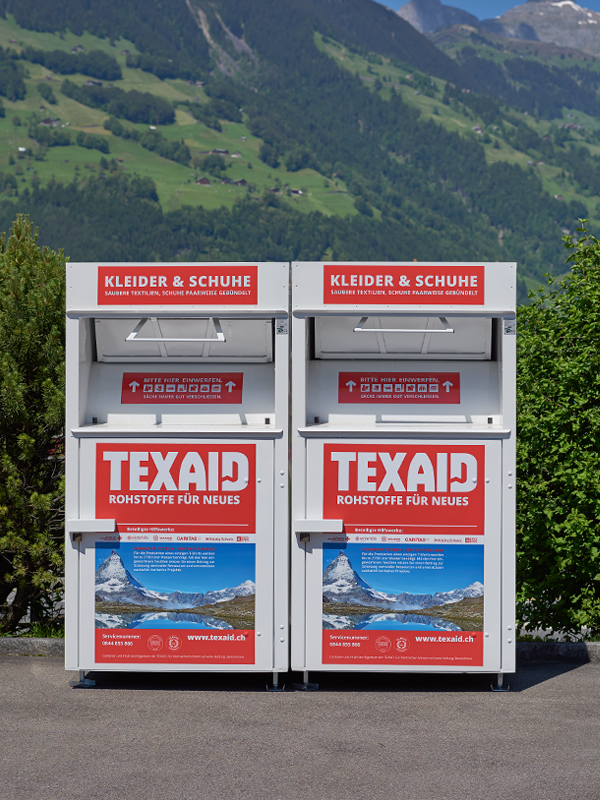
Conteneur de vêtements d'occasion TEXAID à Schattdorf (Suisse)

Texaid exploite un réseau de plus de 6000 conteneurs de collecte en Suisse. En outre, Texaid organise chaque année des collectes de rue à l'échelle nationale, notamment en collaboration avec la Poste. Au total, Texaid collecte chaque année plus de 35 000 tonnes de textiles usagés en Suisse et est leader sur le marché.
En Allemagne, Texaid, avec 532 salariés, exploite plus de 50 magasins d'occasion en propre (« ReSales ») ainsi que la deuxième plus grande usine de tri d'Allemagne et a réalisé en 2015 un chiffre d'affaires de 40 millions d'euros grâce à la vente de seconde main. vêtements à main. La filiale carou GmbH, basée à Darmstadt, exploite également plusieurs boutiques en ligne d'occasion.
Avec sa société mère suisse et d'autres sites en Allemagne, Autriche, Bulgarie, Hongrie et aux États-Unis Texaid est l'une des plus grandes organisations de collecte, de tri et de recyclage de textiles usagés en Europe. 

### Filiales de Texaid
- Texaid Bulgarie SA, Kostinbrod
- Texaid Hongrie, Bélapátfalva
- Texaid Autriche GmbH, Linz
- Texaid Beteiligungsverwaltung Deutschland GmbH, Darmstadt[4]
  - Texaid Collection GmbH, Apolda
  - ReSales Textilhandels- und -recycling GmbH, Apolda
  - ReSales Immobilien- und Beteiligungsverwaltung GmbH, Apolda

## Critiques
En février 2019, SonntagsBlick a révélé que le patron de Texaid gagnait 550’000 CHF par an, suscitant des critiques concernant le manque de transparence sur la répartition des bénéfices. Le journal a souligné l’écart entre l’image humanitaire de Texaid et la réalité commerciale de l’entreprise avec une partie des bénéfices versée à une famille d’entrepreneurs, sans que l’on sache dans quelle proportion. Bien que l’article ne suggère pas d’illégalité, il juge choquant que des vêtements donnés à des fins charitables profitent à une entreprise privée. Certaines organisations partenaires de Texaid ont depuis demandé plus de transparence, bien que d’autres soient satisfaites de la situation actuelle.
À la suite de ces critiques, en juillet 2019, Texaid publie son premier rapport annuel, révélant avoir versé 12,4 millions de CHF à des organisations à but non lucratif. Le rapport indique aussi une hausse de 7,4 % du volume de textiles collectés (81’163 tonnes) et un bénéfice d’exploitation de 3 millions de francs pour Texaid Suisse, avec un bénéfice d’entreprise de 1,6 million de francs sur un revenu net de 34,6 millions de francs. Cependant, l’entreprise n’a pas réitéré la publication de rapport annuel par la suite.
En octobre 2022, la RTS souligne l’impact environnemental du modèle de Texaid, qui exporte une partie importante des vêtements collectés vers des pays comme le Kenya. Le rapport a révélé que de nombreux vêtements sont invendables et finissent dans des décharges à ciel ouvert, causant des problèmes environnementaux et sanitaires majeurs. Texaid est directement concerné, puisqu’elle figure parmi les principaux exportateurs de ces vêtements, et bien que l’entreprise affirme suivre des réglementations strictes, ce modèle est remis en question pour son manque de durabilité et ses effets néfastes.
L’article de Swissinfo, publié en 2022, critique le modèle d’affaires de l’exportation de vêtements d’occasion, dans lequel Texaid est un acteur principal. Bien que ces organisations présentent leur activité comme durable, l’article souligne l’impact environnemental négatif de ce circuit. Une grande partie des vêtements collectés finit dans des pays africains, où ils contribuent à la pollution, en particulier lorsqu’ils se retrouvent dans des décharges ou des cours d’eau. De plus, cette importation massive de vêtements d’occasion nuit à l’industrie textile locale et renforce une dépendance à des articles de mauvaise qualité. Le modèle d’économie circulaire promu est donc remis en question, et des critiques émergent quant à son efficacité réelle en matière de durabilité.